# 罗杰·梅因伍德
罗杰·梅因伍德（英语：Roger Mainwood ，1953年7月31日—2018年9月20日）是一位英国动画师和电影导演，其在2017年第30届欧洲电影奖中获得“最佳动画长片”的提名。

## 生平
出生于1953年，就读与法弗舍姆伊丽莎白女王学校，之后在皇家艺术学院、伦敦传媒学院等学院就读，其短片动画作品《凯奇》与1977年伦敦电影节上映。1979年，他为德国乐队Kraftwerk的歌曲《Autobahn》制作了mv动画。后来他还在在电视卡通有限公司(TVC) 以及Halas 和 Batchelor工作室工作。
1994年执导了其第一部作品《彼得兔和朋友们的世界》
后在于2018年9月因癌症去世。